# Hal Finney
Harold Thomas Finney II (4 mei 1956 – 28 augustus 2014) was een programmeur voor PGP Corporation. Na Phil Zimmermann was hij de tweede programmeur die het bedrijf aantrok. Hij werkte als hoofdontwikkelaar aan verschillende consolegames. Hij was ook een van de eerste ontwikkelaars die bijdroegen aan het Bitcoin-protocol en ontving de eerste bitcoin-transactie van de maker van Bitcoin Satoshi Nakamoto.

## Bitcoin
In 2004 creëerde Finney het eerste herbruikbare proof-of-work-systeem, vijf jaar voor de introductie van Bitcoin. In januari 2009 was Finney mede-ontvanger van de eerste bitcoin-transactie ooit, toen de bedenker van Bitcoin hem tien bitcoin stuurde. Finney is een van de namen die veelvuldig werden genoemd in de zoektocht naar personen achter de naam 'Satoshi Nakamoto'. Finney woonde tien jaar in dezelfde stad als Dorian Nakamoto (Temple City, Californië), wat bijdroeg aan de speculatie dat hij mogelijk de maker van Bitcoin was, Finney ontkende dit.
In maart 2013 plaatste Finney op een Bitcoin-forum BitcoinTalk dat hij in wezen verlamd was, maar bleef programmeren. Hij bleef programmeren tot aan zijn dood; hij werkte aan experimentele software genaamd bcflick, die Trusted Computing gebruikt om Bitcoin-wallets te versterken.     
Finney stierf op 28 augustus 2014 in Phoenix, Arizona aan complicaties van ALS en werd gecryopreserveerd door de Alcor Life Extension Foundation.